# Nakusp
Nakusp ist ein Dorf im Südosten der kanadischen Provinz British Columbia. Die Gemeinde gehört zum Regional District of Central Kootenay und liegt am Ostufer des Arrow Lakes, einem Stausee des Columbia River.

## Lage
Die Gemeinde liegt am Übergang zwischen den Monashee Mountains im Westen und den Selkirk Mountains im Osten. Die Gemeinde wird in Ost-West-Richtung vom Highway 6 passiert. Außerdem beginnt der Highway 23 in der Gemeinde. Nakusp liegt etwa 150 km nördlich von Castlegar, bzw. etwa 100 km südlich von Revelstoke.

## Geschichte
Der europäisch geprägte Teil der Gemeinde reicht zurück bis in die Zeit, als David Thompson den Columbia River erforschte. Lange bevor er diese Gegend jedoch erreichte oder sie von europäischstämmigen Einwanderern besiedelt wurde, war sie Siedlungs- und/oder Jagdgebiet verschiedener Stämme der First Nations, hier hauptsächlich vom Volk der Secwepemc, der Lower Kutenai und auch der Sinixt. Deren Siedlungsgeschichte reicht hier hunderte von Jahren zurück.
Die Siedlungsgeschichte der heutigen Gemeinde Nakusp reicht zurück bis 1892, als Landentwickler hier Grundstücke verkauften. Da es in den Anfangszeiten keine Straßen oder Eisenbahnen entlang dem Fluss gab, wurden die Siedlungen am Fluss auf dem Wasserweg versorgt. Auch die abgebauten Erze wurden so abtransportiert. Nakusp erlebte durch seine Lage an der Dampferroute zwischen Castlegar und Revelstoke einen Aufschwung.  
Am 24. November 1964 erfolgte die Zuerkennung der kommunalen Selbstverwaltung für das Dorf (incorporated als Village).
Der Bau des Keenleyside-Staudamms 1968 und damit verbunden der steigende Wasserspiegel wirkte sich auch auf das Dorf aus und führte zu einer neuen Uferlinie.

## Demographie
Die letzte offizielle Volkszählung, der Census 2016, ergab für die Gemeinde eine Bevölkerungszahl von 1605 Einwohnern, nachdem der Zensus im Jahr 2011 für die Gemeinde noch eine Bevölkerungszahl von 1569 Einwohnern ergab. Die Bevölkerung hat dabei im Vergleich zum letzten Zensus im Jahr 2011 um 2,3 % zugenommen und sich damit schwächer als der Provinzdurchschnitt, mit einer Bevölkerungszunahme in British Columbia um 5,6 %, entwickelt. Bereits im Zensuszeitraum 2006 bis 2011 hatte die Einwohnerzahl in der Gemeinde schwächer als die Entwicklung in der Provinz um nur 3,0 % abgenommen, während sie im Provinzdurchschnitt um 7,0 % zunahm.
Für den Zensus 2016 wurde für die Gemeinde ein Medianalter von 51,4 Jahren ermittelt. Das Medianalter der Provinz lag 2016 bei nur 43,0 Jahren. Das Durchschnittsalter lag bei 47,8 Jahren, bzw. ebenfalls bei 42,3 Jahren in der Provinz. Zum Zensus 2011 wurde für die Gemeinde noch ein Medianalter von 50,6 Jahren ermittelt. Das Medianalter der Provinz lag 2011 bei nur 41,9 Jahren.

## Verkehr
Der örtliche Flughafen Nakusp (IATA-Flughafencode: –, ICAO-Code: –, Transport Canada Identifier: CAQ5) liegt etwa 2 km nördlich der Gemeinde. Er hat eine asphaltierte Start- und Landebahn von 909 m Länge.